# Cheshire (Massachusetts)
Cheshire est une localité du comté de Berkshire, dans le Massachusetts, aux États-Unis. Sa population était de 3 401 habitants au recensement de 2000.